# Cantone di Tournus
Il Cantone di Tournus è una divisione amministrativa dell'arrondissement di Mâcon e dell'arrondissement di Chalon-sur-Saône.
A seguito della riforma approvata con decreto del 18 febbraio 2014, che ha avuto attuazione dopo le elezioni dipartimentali del 2015, è passato da 14 a 31 comuni.

## Composizione
I 14 comuni facenti parte prima della riforma del 2014 erano:
- La Chapelle-sous-Brancion
- Farges-lès-Mâcon
- Lacrost
- Martailly-lès-Brancion
- Ozenay
- Plottes
- Préty
- Ratenelle
- Romenay
- Royer
- Tournus
- La Truchère
- Uchizy
- Le Villars

Dal 2015 i comuni appartenenti al cantone sono i seguenti 31:
- Beaumont-sur-Grosne
- Boyer
- Bresse-sur-Grosne
- Champagny-sous-Uxelles
- La Chapelle-de-Bragny
- La Chapelle-sous-Brancion
- Chardonnay
- Étrigny
- Farges-lès-Mâcon
- Gigny-sur-Saône
- Grevilly
- Jugy
- Lacrost
- Laives
- Lalheue
- Mancey
- Martailly-lès-Brancion
- Montceaux-Ragny
- Nanton
- Ozenay
- Plottes
- Préty
- Royer
- Saint-Ambreuil
- Saint-Cyr
- Sennecey-le-Grand
- Tournus
- La Truchère
- Uchizy
- Vers
- Le Villars